# 山口組
| 山菱     |                                                           |
| 日文漢字 |                                                           |
| 平假名   |                                                           |
| 羅馬拼音 | Rokudaime Yamaguchigumi                                   |
| 組織介紹 |                                                           |
| 設立年   | 1915年                                                    |
| 設立地   | 日本兵庫縣神户市                                          |
| 創設人   | 山口春吉                                                  |
| 活動期間 | 1915年—                                                   |
| 活動範圍 | 日本全國                                                  |
| 組織成員 |                                                           |
| 成員數   | 共計：7,400 (2023年底)                                    |
| 成員數   | 構成員：3,500 (2023年底)                                  |
| 成員數   | 準成員：3,800 (2023年底)                                  |
| 構成民族 | 日本人、在日韓國人、在日朝鮮人                            |
| 社會活動 |                                                           |
| 主要活動 | 恐嚇、販賣禁藥、賣春、賭博、 高利貸、總會屋、其他合法事業 |
| 友好組織 | 共政會、淺野組等12個親戚、 友好團體                       |
| 敵對組織 | 住吉會幸平一家、道仁會、工藤會、神户山口組、絆會          |

山口組，是日本的幫派組織中規模最大的指定暴力團。日本政府雖容許該組織合法註冊，但仍然依《暴力團對策法》將該組織列名指定嚴管，其總本部設在兵庫縣神戶市灘區篠原本町4-3-1。
山口組組員背景可分為三大類系，分別為「博徒系」（賭博組織）、「的屋系」（祭典週邊的露天攤商組織、戰後黑市的攤商）以及「愚連隊」（不良少年組織）。主要成員包括組長（親分）、舍弟（弟分）4人、若中（子分）49人，總家直參（直系組長）53人（組長親分除外）。根據日本警方的調查，山口組總構成員約3,500多人、準構成員約3,800多人，全組組員估計約7,400人，人數約佔全日本暴力團員的36.3%（至2023年12月底為止），各級下部團體數百餘個。主要活動區域在關西的神戶、大阪及九州一帶，勢力範圍遍及全日本的44個都道府縣（廣島、沖繩、及山形3縣除外）。
除了日本本土外，山口組在海外亦有活動，包括亞洲其他國家及美國等。六代目山口組以菱形的「山口」二字為幫徽。
2014年美國《財星雜誌》統計，山口組為全世界規模最龐大、收入最多的黑道組織之一，一年收入約66億美金。

## 發展

### 初代目
淡路島津名郡從事漁業出身的山口春吉，在1906年前往神戶港轉行擔任海運業「倉橋組」的小工頭，1912年加入港灣人工供給業（人力公司）的「大島組」（組長為人稱「運河親分」的大島秀吉，「親分」意指「老大」）擔任現場監督保鑣。
1915年3月，山口春吉在神戶市兵庫區西出町與另外約50名碼頭裝卸工創立山口組，成為當時大島組的支系。
1925年，山口春吉隱退，由他的長子山口登繼承二代目組長。

### 二代目
1925年，山口登與子分成員34人，在神戶市須磨的料亭（高級日本料理店）完成家業傳承儀式。
1928年3月，世界金融恐慌波及到日本，山口組在神戶市兵庫區古湊通所獨占的早市鮮魚、乾貨的零售業等經濟來源受到打擊；同年，山口登中止了對大島組的上納金。1929年，因上納金問題，山口登被大島秀吉破門、逐出大島組。
1930年，山口組為了取得神戶市計畫預定建設「神戶中央批發市場」的利益，將事務所遷移至兵庫區切戶町、神戶中央批發市場預定地的附近，山口組與大島組正式對立，此後流血衝突不斷。
1932年7月，大島組殺害山口登的計畫失敗，畏於日本軍國主義政權興起的疑慮，從此中止對山口組的衝突。事件後，山口登為了拓展山口組新的經濟來源，開始介入浪曲興行的娛樂演出事業；在與神戶市議會議員福森庄太郎協商後，同年7月，山口登在四國替「松風軒榮樂の花」舉辦演出活動；山口組後成立了「興行部」（演出事業部）取代松風軒榮樂の花，並委任松風軒榮樂の花的負責人庄村吉之助為山口組興行部經理。同年12月，神戶中央批發市場開業，山口組獲得營業權，並在市場內經營賭場。
在山口組介入演藝事業後不久，除了在各地舉辦公開演出外，亦介入國技館當保安；山口登也經常為浪曲師調停演出的糾紛，並為吉本興業進入東京的事業作擔保。
1934年8月，「海員爭議」爆發，山口登被委托擔任調停糾紛的角色；山口登的代理人卻在與工會協商時，與工會的右翼團體及總會屋發生衝突，并被殺害。當時的山口組組員岡精義與見習員田岡一雄奉命前往處理，田岡用日本刀把工會長砍成重傷，隨後被捕入獄。同年10月，山口組為了爭取知名浪曲師廣澤虎造的演出權，開始積極說服他從「浪花家金蔵」轉入吉本興業。
1935年10月，田岡一雄出獄，1936年1月正式成為山口登的子分組員。1937年2月，田岡又因斬殺同組組員大長八郎，再度入所服刑8年；大長八郎的兄長、山口組的若頭大長一雄，為此求去。1940年，山口組為吉本興業代理解決廣澤虎造演出權轉移的爭議問題，與淺草的浪花家金蔵幕後組織「籠寅組」衝突；同年8月，山口登前往淺草浪花家金蔵的處所與籠寅組協商廣澤虎造的演出權，被籠寅組成員襲擊重傷。1942年10月，山口登因久傷不癒病逝；不久，組內若頭澄田實求去。

### 三代目
1943年，田岡一雄被減刑2年，提前出獄。二戰後的1946年7月，山口組召開舍弟會議，原二代目若眾藤田仙太郎提議推舉田岡一雄為山口組三代目組長；經舍弟頭森川盛之助、舎弟湊芳次等全員一致通過。同年10月，田岡的山口組三代目繼承式在神戶新開地的食堂舉行，參與者約10人。事後又在神戶市生田區相生町的料亭舉辦披露宴，三代目的初代若頭山田久一就任，田岡最初的「盃」（結拜儀式）者有吉川勇次、岡精義、森川盛之助、湊芳次、安原武夫及安原政雄兄弟等人，前代的舍弟6人、若眾14人加上田岡的直系若眾（田岡組）13人，計33人組成三代目山口組的直系。1946年10月，田岡把自宅兼山口組事務所遷移至神戶市生田區（之後的中央區）橘通、神戶地方法院前；同年，丸三組組長陳三郎（本名陳傳鋒，台灣彰化人，後移居日本）與田岡結緣為舍弟輩。
1947年，日本民間貿易再度開放，山口組開始積極插手港灣相關事業。
1948年駐日盟軍總司令（GHQ）經濟科學局民間運輸課發佈禁令，禁止港口裝卸業務的專包及二次轉包，山口組控制的港灣轉包事業備受打擊。
1949年，田岡一雄出任港洞會（碼頭工會前身）會長。
1951年7月，田岡一雄前往東映京都攝影所，拜訪鶴田浩二的經紀人兼松廉吉，要求讓鶴田在山口組的興行部演出遭拒。隔年1952年1月，鶴田浩二在大阪天王寺區的旅館遭山口組組員山本健一等人襲擊，釀成震驚日本演藝界的「鶴田浩二襲擊事件」；同年，日本運輸省制定港灣運送事業法，廢除GHQ所禁止的港口裝卸業務的轉包，山口組的港口事業再度活躍。
1953年，山口組與本多會成為關西地區最大的黑道勢力，互相對抗，此時山口組亦開始積極往九州發展；同年，山口組興行部改稱「神戶藝能社」，並舉辦名為「民辦二十大歌手演出」（「紅白對抗大賞」前身）的廣播節目。
1956年4月神戶港二次轉包的業者聚集成立「神戶港港灣勞働組合連合會」，是由山口組相關企業加上15個獨立工會及440名勞動者組成。在這之前，神戶港的大型工會組織原本只有由一次轉包的業者所組成的「全港灣勞組神戶支部」。同年7月、「小松島抗爭事件」爆發，山口組小天龍組組員與本多會直系平井組組員，雙方發生衝突。隨著衝突事件擴大，本多會直系福田組、勝浦組介入。
1957年11月、小天龍組組長在小松島港遭福田組組員槍擊，山口組總部獲知後由地道行雄指揮結集組員115人赴德島縣的福田組事務所示威，在半途便遭德島縣警隊攔截。之後在自民黨議員小西寅松的仲裁下，山口組與本多會達成和解。
「小松島抗爭」採用了迅速大量動員的示威行為，被山口組作為日後抗爭時的主要戰術；也成為山口組正式展開以武力擴張全國行動的先驅。在旗下4大先鋒（地道組、柳川組、菅谷組及小西組）的領軍下四處擴張，讓山口組由原本的地區角頭逐漸成為成為日本最大、跨區最廣的企業化黑道組織。
1963年，日本警方將神戶的山口組、本多會、大阪的柳川組、熱海的錦政會、東京的松葉會等五組織指定為「廣域暴力團」。同年，山口組設置協議機關「七人衆」，由地道行雄、安原武夫等三代目親信出任。同年12月，三代目山口組新設「若頭補佐」職務；菅谷政雄、吉川勇次、山本健一、梶原清晴等人就任首批若頭補佐。
1964年日本警方設置「暴力取締對策綱要」，並重新指定10大廣域暴力團（多列入了東京的住吉會、日本國粋會、東聲會、北星會、川崎的日本義人黨等五組織），隨後發動首次全國性暴力團的「頂上作戰」取締行動，山口組在這次行動中被列為首要集中取締對象。1965年，山口組所屬共計424團體，總勢9450名組員。1966年6月，「山口組壞滅作戰」的一連串取締行動也正式開始。
1968年2月7日，在「頂上作戰」取締行動中曾提議解散山口組的地道行雄被三代目組長田岡解除若頭職務，後任若頭梶原清晴接任，並任命若頭補佐由山本健一、山本廣、中山美一、白神英雄、小田秀臣、小田芳一。菅谷政雄原本的若頭補佐職務亦被解任。
1971年7月，若頭梶原清晴在鹿兒島縣硫黄島的海濱垂釣時，被大浪捲入海中溺斃。
1971年8月，若頭職務由若頭補佐們互選決定，結果「山本廣」4票對「山本健一」2票，山本廣內定後任若頭人選。不過當時人在「關西勞災醫院」的田岡要求菅谷政雄出面勸退山本廣。山本廣接受菅谷政雄勸說，辭退若頭預定職務。
1971年9月，山本健一就任若頭；任命若頭補佐由山本廣、菅谷政雄、清水光重、小田秀臣、中西一男、大平一雄、竹中正久等7人。1971年山口組在日本已發展出478個相關組織、10508名組員；同年，日本警方發動第二次全國性暴力團的「頂上作戰」取締行動。
1975年，山口組與松田組發生俗稱「大阪戰爭」的大規模暴力對抗事件；日本警方藉機推動第三次全國性暴力團的「頂上作戰」取締行動。1978年7月11日，三代目組長田岡在京都市被松田組大日本正義團的組員鳴海清槍擊受傷，事後在山口組的各方施壓下，鳴海遭自家人私刑處決。
1980年，山口組勢力範圍已達2府33縣，相關團體數559個，成員數1萬1878人；比同時期住吉連合會的108個團體大上許多。
1981年7月23日，三代目山口組組長田岡一雄去世；1982年2月4日，原指定繼承人若頭山本健一亦病逝。
1982年6月，山本廣出任山口組代理組長、竹中正久出任山口組代理若頭；同月，兵庫縣警方確認田岡文子（田岡一雄的妻子）的身分為「三代目大家姐」。
1983年9月，山口組內部派系開始明朗化，支持山本廣的直系組長有25人、支持竹中正久的直系組長約在40人，剩餘約25名的直系組長為中立或未表態。
1984年5月田岡文子與山本廣面談，要求山本廣讓竹中正久就任四代目組長，遭山本廣當面拒絕。5月底，山本派的小田秀成遇到稻川聖城（稻川會會長，三代目田岡一雄組長的結義兄弟），要求幫忙阻止竹中正久就任山口組四代目，稻川拒絕介入山口組四代目家業問題。同年6月5日，山口組直系組長會議，正式對外發佈「竹中正久」為山口組四代目繼承人。不過支持山本廣的直系組長，皆沒有出席這次會議。
1984年6月5日在大阪市東區的松美會事務所，山本廣、加茂田重政等約20人，召開了記者招待會，宣示反對竹中正久擔任山口組四代目。6月13日，「一和會」正式成立，山本廣就任會長、加茂田重政就任副會長兼理事長，同日，福井英夫、小田秀臣、弘田武等人被說服退出「一和會」。到這階段，山口組所屬的直系組長有42人、總組員數4690人，一和會所屬的直系組長有34人、總組員數6021人。

### 四代目
1984年6月21日，在田岡邸的大廳，竹中正久與舍弟23人、若中46人的直系組長，進行「盃」儀式，鞏固基本勢力。同月23日人事底定，若頭為中山勝正、舎弟頭為中西一男、最高若頭補佐兼本部長為岸本才三；另外，渡邊芳則、宅見勝、嘉陽宗輝、桂木正夫、木村茂夫等人各自就任若頭補佐。
1984年7月10日，在德島縣鳴門市的「觀光酒店鳴門」舉行山口組四代目組長的襲名式。參與者有後見人（監護人）稻川聖城（稻川會）、取持人（儀式主持人）是諏訪健治（諏訪一家）、推薦人堀政夫 （住吉連合會）、圖越利一（會津小鐵會）、大野鶴吉（大野一家）、辻野嘉兵衛（今西組）、松浦繁明（松浦組）、平田勝市（大日本平和會）、平井龍夫（森會）、草野高明（工藤會），見屆人（見證人）是翁長良宏（旭琉會），媒酌人（仲介人）為津村和磨（義信會大野一家），先代由田岡文子代理。
1984年8月，在和歌山縣串本町的賭場，山口組幹部岸根敏春刺殺了一和會幹部潮崎進，因為時機太過敏感，「山一抗爭」事件就此爆發。之後「一和會」勢力急速衰退，到了1984年年底，山口組組員數約14000人、一和會則只有2800人。一和會為扭轉情勢，策劃於由田邊豊記（山廣組組員）、立花和夫（山廣組廣盛會舍弟頭）及長尾直美（山廣組組員）執行暗殺任務，1985年1月，三人在四代目組長住所埋伏，等竹中正久組長、中山勝正若頭及南組組長南力等一行人抵達時，便開槍射殺，組長竹中正久等三人當場死亡。此後，「山一抗爭」開始劇烈激化，先後連續發生上百起槍擊事件；竹中正久的親弟竹中正，更為了支付在美國購賣槍枝的費用，假藉邀請麥可·傑克森至日本公演的名義，事後再以違約需支付5千萬保證金為正當理由來大量跨國匯款；「山一抗爭」最後於1989年初，在會津小鐵會會長與稻川會本部長居間協調下達成和解，「一和會」被迫自行解散、四代目山口組也到此結束。「山一抗爭」的街頭槍擊事件頻頻，讓倍感不安的附近居民開始推動「事務所撤去活動」，並日益獲得日本民間廣大迴響，也促成許多相關法條的成立。

### 五代目
1989年4月，渡邊芳則繼任五代目組長，山口組勢力範圍再度積極擴大。早期採納若頭宅見勝的建議，避免和警方的對立、合理的導入全國分區的區域領導制。1995年的阪神大地震，山口組積極地參與民間救援任務。1997年8月，武鬥派的中野太郎不滿二號人物宅見勝納敵為友、和平共存的路線，派人將其暗殺身亡，造成兩個派系的內鬥，也打亂了五代目組長原定的人事佈局；日本警方也依此若頭暗殺事件暗中推動「新頂上作戰」取締行動。
2005年7月的直系組長定期會議，五代目組長渡邊因屬下涉及誤殺案件被迫宣佈引退。

### 六代目
2005年8月，司忍（本名篠田建市）繼承六代目組長，卻也因涉案於同年底收監服刑6年，山口組的營運暫時由「執行部」代理、並新設「幹部」職。此時，山口組仍積極涉入關東的勢力版圖、吸收在東京活動的國粹會以對抗關東的兩大勢力住吉會及稻川會。2007年2月，住吉會直系小林會幹部遭山口組國粹會成員於東京西麻布街頭槍殺，引發「新東京抗爭」事件，在東京都警方的強勢介入下雙方以和解收場；同年2月15日，國粹會會長工藤和義為了對事件負起全責於自宅舉槍自盡。同年3月，山口組宅見組與住吉會西海家系組織爆發「仙台抗爭」事件，最後雙方和解落幕；2008年4月山口組小西一家與住吉會直系組織在埼玉縣再次發生多起對立衝突的「埼玉抗爭」事件；在武力衝突不斷的同時，山口組亦運用「盃」（結拜儀式）的外交手段擴展各地區的勢力。2008年10月，後藤忠政除籍引起山口組內部動亂，山口組罕有的處分了大量直系組長，共計「絕緣」2人、「除籍」6人、「謹慎」3人，遭處分者佔山口組直系組長的1成。
2009年10月，山口組新設「組織委員長」職務，山口組總本部開始執行『弘道會體制化、一本化』；同年11月，大阪府警方指名加強取締弘道會；隔月，日本警察廳的「弘道會壞滅作戰」展開。2010年末、六代目山口組組長服刑期滿出獄前夕，日本警方大動作在半個月內分別逮捕二號人物高山青司若頭與三號人物入江禎總本部長，讓山口組一度陷入群龍無首的問題。2011年4月9日，六代目组长刑滿出狱。
2012年4月，組長出獄後山口組實質體制運作，執行部新設「統括委員長」及「室長」兩職務來強化組織體系。2013年，六代目山口組在經濟大環境不景氣的衝擊及日本政府的積極取締下，成員數減至三萬人以下（最高峰在四萬一千人左右）。2015年8月27日,以執行部團體山健組與宅見組為首的十三個直系團体被證實已脫離山口組本家另成立新組織『神戶山口組』,本部也對脫離的組織下達「絕緣」及「破門」處分。。2016年3月1日，日本警察廳統計分裂後的1年，六代目山口組直系為54人，構成員數減少至5700人；神戸山口組直系由13人增加至24人，構成員數則略降至2700人。
2019年12月26日，兵庫縣、大阪府、京都府、愛知縣、三重縣及岐阜縣的公安委員會將山口組及神戶山口組指定為「特定抗爭指定暴力團」，在2020年1月7日發行的《官報》公告後正式生效，有效期間為三個月，必要時可再延長。被指定的期間，暴力團的主要據點被列為「警戒區域」，禁止成員進入，禁止5人以上聚集，也禁止與敵對組織成員有糾纏等行為，違反者會遭警方逮捕。

## 歷代組長
- 初代（1915年～1925年）：山口春吉
- 二代目（1925年～1942年）：山口登（春吉的長子）
- 三代目（1946年～1981年）：田岡一雄（田岡組組長）
  - 代理（1982年～1984年）：山本廣（山廣組組長）
- 四代目（1984年～1985年）：竹中正久（竹中組組長）
  - 代理（1985年～1989年）：中西一男（中西組組長）
- 五代目（1989年～2005年）：渡邊芳則（二代目山健組組長）
- 六代目（2005年～）：司忍（弘田組組長、二代目弘道會總裁）

## 歷代的若頭
- 2代目（～1938年）：大長一雄（「若者頭」呼）
- 2代目（～1942年）：澄田壽三
- 3代目（1946年～1955年）：山田久一
- 3代目（1955年～1968年）：地道行雄（地道組組長）
- 3代目（1968年～1971年）：梶原清晴（梶原組組長）
- 3代目（1971年～1982年）：山本健一（山健組組長）
- 3代目（1982年～1984年）：竹中正久（竹中組組長）
- 4代目（1984年～1985年）：中山勝正（豪友會會長）
- 4代目（1985年～1989年）：渡邊芳則（二代目山健組組長）
- 5代目（1989年～1997年）：宅見勝（宅見組組長）
- 5代目（2005年～2005年）：司忍（初代弘道會會長、二代目弘道會總裁、弘田組組長）
- 6代目（2005年～）：高山清司（二代目弘道會會長）

## 六代目山口組組織

### 最高幹部
| 役職                                         | 直參姓名                     | 二次組織           | 本部地               |
| -------------------------------------------- | ---------------------------- | ------------------ | -------------------- |
| 組長                                         | 司忍（本名：篠田建市）       |                    |                      |
| 若頭（執行部）                               | 高山清司（本名：高山清志）   |                    |                      |
| 舍弟頭（執行部）                             | 青山千尋                     | 二代目伊豆組組長   | 福岡市中央區春吉     |
| 本部長（執行部）                             | 森尾卯太男（本名：服部盛夫） | 大同會會長         | 鳥取縣米子市富士見町 |
| 若頭補佐（執行部）關東ブロック長             | 藤井英治(本名 : 丸橋芳夫)    | 五代目國粹會會長   | 東京都台東區千束     |
| 若頭補佐（執行部）中部 東海ブロック長        | 竹內照明                     | 三代目弘道會會長   | 名古屋市中村區宿跡町 |
| 若頭補佐（執行部）阪神 中國 四國ブロック長   | 安東美樹(本名 : 安 妟行)     | 二代目竹中組組長   | 兵庫縣姫路市安田     |
| 若頭補佐（執行部）大阪南ブロック長           | 津田 力（本名：津田智加良）  | 四代目倉本組組長   | 和歌山市元寺町西ノ丁 |
| 若頭補佐（執行部）大阪北ブロック長           | 秋良東力（本名：金 東力）    | 秋良連合會會長     | 大阪市浪速區大國町   |
| 若頭補佐（執行部）組織委員長、九州ブロック長 | 生野靖道（本名：生野靖一）   | 四代目石井一家總長 | 大分縣大分市辯天     |
| 若頭補佐（執行部）大阪東ブロック長           | 山下 昇（本名：森尾 昇）     | 極粋會會長         | 東大阪市渋川町       |

### 舎弟
| 役職 | 直參姓名                   | 二次組織           | 本部地             |
| ---- | -------------------------- | ------------------ | ------------------ |
|      | 青野哲也                   | 七代目一力一家總長 | 靜岡縣濱松市參野町 |
|      | 高木康男（本名：陣内唯孝） | 六代目清水一家總長 | 静岡市清水區庵原町 |
|      | 野村 孝                    | 三代目一會會長     | 大阪市北區神山町   |

### 幹部
| 役職               | 直參姓名                   | 二次組織             | 本部地                     |
| ------------------ | -------------------------- | -------------------- | -------------------------- |
|                    | 薄葉政嘉（本名：薄葉暢洋） | 十一代目平井一家總裁 | 愛知縣豐橋市仁連木町       |
|                    | 茶谷政雄（本名：茶谷正夫） | 茶谷政一家總長       | 北海道札幌市白石區菊水七条 |
| 若頭付             | 加藤徹次（本名：加藤徹司） | 六代目豪友會會長     | 高知縣高知市廿代町         |
|                    | 吉村俊平（本名：山口俊平） | 四代目吉川組組長     | 大阪市淀川區西宮原         |
| 事務局長、慶弔委員 | 篠原重則                   | 二代目若林組組長     | 香川縣高松市東濱           |
|                    | 佐藤光男（本名：佐藤丸男） | 落合金町連合會長     | 東京都台東區清川           |
|                    | 中田浩司                   | 五代目山健組組長     | 兵庫縣神戶市中央區花隈町   |

### 大阪若中
| 役職     | 直參姓名                   | 二次組織         | 本部地                 |
| -------- | -------------------------- | ---------------- | ---------------------- |
|          | 布川皓二（本名：布川耕治） | 二代目中西組組長 | 大阪市中央區島之內     |
|          | 里 照仁（本名：照屋里美）  | 二代目中島組組長 | 大阪市淀川區十三元今里 |
| 慶弔委員 | 鈴川驗二（本名：鈴川憲司） | 六代目早野會會長 | 大阪市浪速區惠美須西   |
|          | 植野雄仁 （本名：金 奎轍） | 二代目兼一會會長 | 大阪市中央區島之内     |

### 其他地區若中
| 役職                 | 直參姓名                       | 二次組織                   | 本部地                     |
| -------------------- | ------------------------------ | -------------------------- | -------------------------- |
|                      | 清田健二                       | 十代目瀨戶一家總裁         | 愛知縣瀨戶市孫田町         |
|                      | 能塚 惠（本名：李 銘博）       | 三代目一心會會長           | 大阪市中央區宗右衛門町     |
|                      | 高野永次（本名：高 次竜）      | 三代目織田組組長           | 大阪市中央區谷町           |
| 本部責任者           | 北島 虎（本名：北嶌延幸）      | 二代目杉組組長             | 名古屋市中村區大秋町       |
|                      | 貝本 健                        | 貝本會會長                 | 名古屋市中村區下中村       |
|                      | 田保伸一                       | 二代目昭成會會長           | 石川縣金澤市桶波町         |
|                      | 田中三次                       | 三代目稻葉一家總長         | 熊本縣熊本市細工町         |
|                      | 田堀 寬                        | 二代目名神會會長           | 名古屋市中區榮             |
|                      | 塚本修正（本名：崔 慶星）      | 藤友會會長                 | 靜岡縣富士宮市水戶島元町   |
|                      | 一之宮敏彰（本名：一ノ宮敏哲） | 一道會會長                 | 福岡市中央區春吉           |
|                      | 高山誠賢（本名：高山義友希）   | 淡海一家總長               | 滋賀縣大津市長等           |
|                      | 濱田重正                       | 二代目濱尾組組長           | 神奈川縣橫濱市中區松影町   |
|                      | 波入信一（本名：李 人言）      | 七代目奧州會津角定一家總長 | 福島縣會津若松市門田町     |
|                      | 井上茂樹（本名：播 泯洪）      | 二代目大石組組長           | 岡山縣岡山市厚生町         |
|                      | 平松大睦                       | 二代目源清田會會長         | 新潟縣新潟市西蒲區         |
|                      | 小林良法                       | 三代目心腹會會長           | 德島縣德島市鷹匠町         |
|                      | 森 健司（本名：森 健次）       | 三代目司興業組長           | 名古屋市中區上前津         |
| 慶弔委員             | 杉山志津雄（本名：杉山静夫）   | 三代目愛櫻會會長           | 三重縣四日市市西濱田町     |
| 組織委員             | 新井錠士 （本名：松岡錠司）    | 二代目章友會會長           | 東京都台東區浅草           |
| 組織委員             | 金田芳次 （本名：金 芳次）     | 二代目大原組組長           | 大阪市生野區田島           |
| 事務局次長、慶弔委員 | 野元信孝                       | 三代目岸本組組長           | 神戶市中央區加納町         |
|                      | 小牧利之                       | 三代目小西一家總長         | 静岡市駿河區西島           |
| 組織委員             | 竹嶋利王                       | 二代目良知組組長           | 靜岡縣榛原郡吉田町         |
| 慶弔委員             | 戶塚幸裕                       | 二代目國領屋一家總長       | 靜岡縣濱松市中區萩丘       |
| 組織委員             | 山田一                         | 三代目杉本組組長           | 岡山縣津山市川崎           |
| 慶弔委員             | 川合彰典                       | 二代目旭導會會長           | 北海道旭川市3条通          |
| 組織委員             | 水島秀章                       | 四代目益田組組長           | 神奈川縣橫濱市中區長者町   |
| 慶弔委員             | 武智浩三                       | 四代目矢嶋組組長           | 愛媛縣今治市黃金町         |
|                      | 關谷弘志                       | 五代目誠友會會長           | 北海道札幌市中央區南七条西 |

註：「總本部当番責任者」（本部責任者）為負責輪值山口組總本部要地的警備和實際業務的現場監督事宜。
註：「慶弔委員」為負責山口組內部紅白帖事宜的準備及動員的指導中心，在2005年11月、新設的職務。
註：「執行部」與政府的「內閣」相仿，為山口組的最高指導、決策核心，以若頭為實際負責人，其他要職成員有舍弟頭、本部長、舍弟頭補佐、若頭補佐。
註：「幹部」為山口組直系組長進入權力核心執行部的準候補人選，始於六代目體制。此外，「組長付」「若頭付」亦是六代目體制新設的役職，一般認為是擔任組長或若頭的秘書兼保鑣，目前職務的實際工作內容尚不明。
註：「區域（ブロック）長」為山口組各分區的實際負責人，職務為代理組長主持該區事務，多由若頭補佐兼任，始於五代目體制。

## 人事變動

### 六代目

#### 昇格與轉職
- 幹部・井上邦雄（四代目山健組組長；兵庫 神戶市）。2005年12月 升格・若頭補佐。
- 若中・江口健治（二代目健心會會長；大阪 中央區）。2006年6月 就任・若頭付。
- 幹部・正木年男（正木組組長；福井）。2006年11月 升格・若頭補佐、中部 區域長。
- 若中・岡本久男（二代目松下組組長；兵庫 神戶）。2007年2月 升格・幹部兼慶弔委員長。
- 舍弟頭・野上哲男（吉川組組長；大阪）。2007年6月 就任・最高顧問。
- 幹部（副本部長）・池田孝志（池田組組長；岡山）。2007年11月 升格・若頭補佐。
- 若中・劍 政和（二代目黑誠會會長；大阪市 北區）。2007年11月 升格・幹部。
- 若頭補佐（舍弟）・瀧澤孝（芳菱會會長；静岡）。2008年11月 就任・顧問；執行部退出。
- 若中（若頭付）・江口健治（二代目健心會會長；大阪市 中央區）。2009年1月 格・幹部。
- 若中（若頭付）・森尾卯太男（大同會會長；鳥取 米子市）。2009年1月 升格・幹部。
- 若中・藤井英治（五代目國粹會會長；東京都 台東區）。2009年1月 升格・幹部。
- 若中・高野永次（三代目織田組組長；大阪市中央區）。2009年10月 升格・幹部兼組織委員長。
- 若中（組織委員）・高木康男（六代目清水一家總長；静岡市清水區）。2010年2月 升格・幹部。
- 若中・野村 孝（三代目一會會長；大阪市神山町）。2011年9月 升格・幹部。
- 若中・藤原健治（三代目熊本組組長；岡山縣玉野市宇野）。2011年9月 升格・幹部。
- 若中・良知政志（良知組組長；靜岡縣富士宮市）。2011年9月 升格・幹部。
- 若頭補佐・鈴木一彦（旭導會會長；北海道旭川市）。2011年10月 升任・舍弟；執行部退出。
- 幹部・藤井英治（五代目國粹會會長；東京都台東區）。2011年10月 升格・若頭補佐。
- 若中・青野哲也（七代目一力一家總長；靜岡縣濱松市）。2011年10月 升格・舍弟。
- 幹部・大原宏延（大原組組長；大阪市生野區田島）。2012年4月 升格・若頭補佐。
- 幹部・江口健治（二代目健心會會長；大阪市中央區芦原橋）。2012年4月 升格・若頭補佐。
- 幹部・森尾卯太男（大同會會長；鳥取縣米子市東福原）。2012年4月 升格・若頭補佐。
- 若中・清田健二（十代目瀨戶一家總裁；愛知縣瀨戶市孫田町）。2012年9月 升格・幹部。
- 幹部・光安克明（光生會會長；福岡市博多區博多駅南）。2013年2月 升格・若頭補佐。
- 幹部・高木康男（六代目清水一家總長；静岡市清水區庵原町）。2014年1月 升格・若頭補佐。
- 若中・竹內照明 (三代目弘道會會長；愛知縣名古屋市中村區宿跡町)。2014年10月 升格・幹部。2015年4月 升格‧若頭補佐 (兼任中部區或長)
- 若中・能塚 惠（三代目一心會會長；大阪市中央區宗右衛門町)。2015年6月 升格・幹部。
- 若中・安東美樹（二代目柴田會會長；兵庫縣加古川市寺家町)。2015年6月 升格・幹部。

#### 退休與處分
- 若中・仲里正秋（二代目真鍋組組長；兵庫 尼崎）。2005年10月 死去。
- 舍弟・古川雅章（古川組組長；兵庫 尼崎）。2005年10月 引退、2006年1月 死去。
- 若中・中村伍男（中村組組長；岐阜）。2005年12月 破門。
- 若中・中島利一（中島組組長；大阪 淀川區）。2006年5月 引退
- 幹部（慶弔委員長）・松岡義雄（松岡組組長；大阪）。2006年9月 引退・組解散；三代目織田組引繼。
- 若中・須藤 潤（須藤組組長；大阪）。2006年10月 引退・組退出。
- 若中・山田輝雄（山田組組長；兵庫 伊丹）。2006年11月 引退・組解散。
- 若中・川下 弘（川下組組長；東大阪）。2007年1月 引退・組退出。
- 舍弟・石川 尚（名神會會長；名古屋）。2007年2月 引退・組 弘道會入；2008年3月 二代目、直參升格。
- 若中・地蔵吉一（地藏組組長；京都市）。2007年3月 引退。
- 若中・水田元久（水心會會長；長崎市）。2007年4月 除籍・會解散；2008年、清田會引繼。
- 舍弟・勝野重信（勝野組組長；大阪）。2007年5月 引退。
- 若中・森田昌夫（森田組組長；大阪）。2007年6月 引退、組解散。
- 若中・堀 義春（堀組組長；大阪市 西區）。2007年6月 引退、組解散。
- 若中・島村國光（二代目稻葉一家總長；熊本市）。2007年6月 引退。
- 若中・原口武己（三代目北岡會會長；熊本市）。2007年6月 病逝。
- 幹部・福島末博（勝龍會會長；大阪市）。2007年8月 引退、組解散。四代目澄田會引繼。
- 若中・玉井武雄（三代目小山組組長；和歌山市）。2007年8月 引退。
- 若中・白川孝郎（二代目熊本組組長；岡山 玉野）。2007年9月 急病逝。
- 舍弟・堀内伊佐美（堀内組組長；大阪）。2007年9月 引退；組解散。
- 最高顧問（舍弟）・岸本才三（岸本組組長；兵庫）。2007年10月 引退。
- 若中・天野洋志穗（天野組組長；大阪）。2008年1月 除籍、組解散；二代目東生會引繼。
- 若中・渡邊啓一郎（九代目瀨戶一家總裁；愛知 瀨戶）。2008年3月 引退。
- 若中・野崎 圓（野崎組組長；三重 伊勢）。2008年4月 引退；組、弘道會等團體加入。
- 若中・三谷省一（伊勢志摩連合會會長；三重 阿兒町）。2008年4月 引退；會解散、他組吸收。
- 若中・大西康雄（大西組組長；兵庫 姫路市）。2008年7月 引退・組解散、他組吸收。
- 若中・小條鎮生（倉心會會長；大阪 大正區）。2008年9月 引退。組本部 和歌山市移。
- 若中・亀井惟茂（二代目松山組組長；東大阪市）。2008年9月 引退。
- 舍弟・後藤忠政（後藤組組長；静岡 富士宮市）。2008年10月 除籍・組解散，良知組、藤友會引繼。
- 若中・井奥文夫（井奧會會長；兵庫 神戶）。2008年10月 絕緣；組解散、他組吸收。
- 若中・奈須幸則（三代目大門會會長；熊本 八代）。2008年10月 絕緣；組解散。2010年3月、大志會引繼。
- 若中・小野守利（六代目角定一家總長；福島）。2008年10月 除籍・組弘道會入。2010年3月 七代目、直參升格。
- 若中・太田守正（太田會會長；大阪市）。2008年10月 除籍・組解散，秋良連合會引繼。
- 若中・浅川桂次（浅川會會長；大阪 吹田）。2008年10月 除籍・會解散、他組吸收。
- 若中・浅川睦男（二代目浅川一家總長；福岡市）。2008年10月 除籍・組解散，一道會引繼。
- 若中・川崎昌彥（二代目一心會會長；大阪 中央區）。2008年10月 除籍、引退。
- 顧問（舍弟）・西脇和美（西脇組組長；神戶市 西區）。2008年11月 引退。
- 若中・中野雅己（中野組組長；大阪 堺）。2008年12月 引退；組解散、他組吸收
- 若中・西畑晴夫（六代目佐々木組組長；和歌山市）。2008年12月 引退；組解散、他組吸收。
- 若中・盛力健兒（盛力會會長；大阪市中央區）。2009年2月 除籍、引退；組解散、倭和會引繼。
- 若中・島田俊正（二代目益田組組長；橫濱市中區）。2009年3月 病逝。
- 顧問（舍弟）・瀧澤 孝（芳菱會總長；靜岡濱松市）。2009年8月 引退。組解散、國領屋一家引繼。
- 若中・江口 亨（三代目石井一家總長；大分別府市）。2009年9月 引退。
- 若中・小林治（二代目難波安組組長；大阪堺市）。2009年9月 引退；組解散。
- 若中・濱尾將史（濱尾組組長；橫濱市）。2009年10月 引退。
- 若中・山田忠利（二代目矢嶋組組長；愛媛今治市）。2009年10月 引退。
- 幹部（組長付）・岸上剛史（十代目平井一家總裁；愛知豊橋市）。2009年11月 急逝。
- 若中・津田功一（二代目倉本組組長；奈良市）。2010年2月 引退。
- 若中・管和巳（三代目真鍋組組長；兵庫縣尼崎市）。2010年2月 引退。
- 若中・清田隆紀（清田會會長；長崎市）。2010年3月 除籍・會解散。
- 若中・平山桂次（三代目南一家會長；大阪市）。2010年5月 引退。
- 若中・細見孝夫（二代目佐藤組組長；神戶市）。2010年5月 除籍。
- 若中・中嶋初治（四代目小山組組長；和歌山市）。2010年8月 病逝。
- 最高顧問（舍弟）・野上哲男（二代目吉川組組長；大阪市）。2010年9月 病逝。
- 顧問（舍弟）・尾崎彰春（心腹會會長；德島市）。2011年9月 引退。
- 舍弟・玉地健治（玉地組組長；大阪市）。2011年9月 引退。
- 若中・井村一男（四代目南一家會長；大阪市難波千日前）。2011年9月 除籍。
- 若中・川口和慶（三代目小車誠會會長；大阪市西成區）。2011年10月 除籍。
- 若中・浅井昌弘（淺井組組長；大阪市北區堂島北新地）。2011年11月 病逝 組章友會入。
- 若中・佐達秀正（三代目大野一家總長；大阪市港區夕凪）。2011年12月 除籍；組解散。
- 顧問（舍弟）・大石譽夫（大石組組長；岡山市厚生町）。2012年3月 引退。
- 若中・金光哲男（金光會會長；福岡市博多區石城町）。2012年3月 除籍・組解散。
- 若中・竹森龍治（四代目澄田會會長；大阪市北區西天満）。2012年9月 除籍。
- 若中・亀井利臣（三代目松山組組長；大阪府東大阪市高井田本通）。2012年9月 除籍。
- 若中・正田 悟（二代目松山會會長；愛媛縣松山市道後 湯月）。2012年10月 引退、組解散。
- 若中・奧村修（二代目勝野組組長；京都府長岡京市）。2012年12月 除籍。
- 若中・船木一治（三代目誠友會會長；北海道札幌市中央區南7西）。2013年3月 病逝。
- 若中・山本義一（二代目玉地組組長；堺市堺區中安井町）。2013年7月 除籍、組解散。
- 舍弟・英 五郎（英組組長；大阪市西淀川區出来島）。2013年10月 引退。
- 若中・宮本浩二（四代目北岡會會長；熊本縣熊本市中央區辛島町）。2013年10月 除籍、組解散。
- 若中・山本克博（五代目豪友會會長；高知縣高知市廿代町）。2014年2月 引退。
- 若中・中村天地朗（中二代目大平組組長；兵庫縣尼崎市昭和通）。2014年2月 引退、組解散、移籍古川組。
- 若中・飯田倫功（本名：飯田勝義；倭和會會長；大阪市中央區屋瓦町）。2014年3月 除籍、會解散。
- 若中・藤田恭右（二代目英組組長；大阪市西淀川區出来島）。2014年3月 絕緣、組解散。
- 若中・高木廣美（五代目早野會會長；大阪市速浪區惠美須西））。2014年3月 除籍。
- 若中・南匡樹（本名：金南泰；三代目吉川組組長；大阪市淀川區西宮原）。2014年4月 除籍。
- 若中・柴田健吾（柴田會會長；兵庫縣加古川市寺家町）。2014年4月 引退。
- 幹部・根本辰男（二代目川内組組長；福井縣芦原市東溫泉）。2014年7月 破門、組解散。
- 若中・木村阪喜 (木村會會長；愛媛県松山市勝山)。2015年3月 引退、組解散、組員移籍大同會。
- 若中・細川幹雄 (細川組組長；兵庫県尼崎市南清水)。2015年3月 引退、組解散、組員移籍二代目松下組。
- 若中・良知政志（良知組組長；靜岡縣富士宮市）。2011年9月 升格・幹部。2012年 退任。2019年3月 死去。
- 若頭補佐・江口健治（二代目健心會會長；大阪市浪速區塩草）。2019年11月6日 直參降格、二代目健心會解散；殘餘組織加入三代目弘道會。
- 統括委員長・橋本弘文（本名：姜弘文；極心連合會會長；東大阪市長堂）。2019年11月13日 引退，極心連合會解散。11月5日，原傘下二代目兼一會長・植野雄仁升格六代目山口組直參。

## 神戶山口組
| 山菱          |                                |
| 組織介紹      |                                |
| 設立年        | 2015年8月27日                  |
| 設立地        | 日本神户市淡路島               |
| 創設人        | 井上邦雄                       |
| 組織成員      |                                |
| 成員數        | 共計：400 (2023年底)           |
| 成員數        | 構成員：140 (2023年底)         |
| 成員數        | 準成員：260 (2023年底)         |
| 構成民族      | 日本人、在日韓國人、在日朝鮮人 |
| 活動範圍      |                                |
| 1都1道2府13縣 |                                |
| 社會活動      |                                |
| 敵對組織      | 六代目山口組、任俠山口組       |

- 2015年8月26日，以執行部團體山健組與宅見組為首的十三個直系團体被證實已脫離六代目山口組。脫離原因為資金上納分配不公，及後續世代人事安排為名古屋派系（弘道會）所把持獨占。

- 2015年8月27日,十三個脫離山口組的組織,在兵庫縣淡路市另成立新組織『神戶山口組』（非指定暴力團體）。

- 2015年12月底,日本警察廳公布神戶山口組直系22人、組員約6100人,遍佈36都道府縣,為全日本暴力團第3大勢力。[14]

- 2016年3月1日，日本警察廳統計分裂後的1年，六代目山口組直系為54人，構成員數減少至5700人；神戶山口組直系由13人增加至24人，構成員數則略降至2700人。[15]

- 另外，據兵庫縣警方統計，縣內最大暴力團組織為神戶山口組，有成員數1160人(其中構成員數520人)，分屬6個直系團體(有70個分支)，佔兵庫縣暴力團的七成三；六代山口組則有成員數270人(其中構成員約100人)，分屬2個直系團體(有20個分支)，只佔兵庫縣暴力團的一成七；其他組織成員數則為170人。[16][17]。

- 2016年4月15日，兵庫縣公安委員會公告將神戶山口組列為指定暴力團。[18]

- 2016年12月31日，美國財務部公告凍結神戶山口組組長井上邦雄、舍弟頭池田孝志及若頭寺岡修在美國的財產。同時期大阪府警方統計，府內的六代目山口組成員數約1600人，相關團體約90個；神戶山口組成員數約1300人，分屬10個直系(約75個分支團體)，其他組織有1400人約25個團體。
- 2017年4月30日，神戶山口組再度分裂，旗下最大直系組織，以織田絆誠（原若頭代行，本名金禎紀）為首的部分「山健組」旗下組織及池田幸治（四代目真鍋組組長）出走，並成立新組織「俠義團體山口組」（日语：任俠団体山口組）。山口組一分為三。[19]

- 2017年6月6日，井上邦雄因涉嫌以友人名義更改行動電話換機契約、詐取手機，而遭到兵庫縣警方以詐欺嫌疑逮捕。[20]

- 2019年12月26日，與山口組同遭兵庫縣、大阪府、京都府、愛知縣、三重縣及岐阜縣的公安委員會指定為「特定抗爭指定暴力團」[9][10]。

- 2020年7月27日，原神戶山口組旗下池田組（組員約190人《2021年底統計》）宣布預脫離神戶山口組 想要自立門戶；同年8月7日即遭神戶山口組「除籍」處分，正式脫離神戶山口組。

- 2020年9月 神戶山口組的主要核心組織 - 五代目山健組內部分歧導致分裂，分裂的一派脫離神戶山口組，並於2021年復歸六代目山口組。2020年至2021年間 受到環境等因素的影響(疫情、不景氣等)導致大量直系組織成員退休，後續組織選擇脫離並移籍六代目山口組，致使神戶山口組的組員數快速衰退。

- 2022年 神戶山口組 兩大組織二代目宅見組與俠友會宣布脫離神戶山口組。神戶山口組組員數急速降至760人不及千人。

### 組織圖
令和4年9月
| 役職       | 直參姓名                   | 二次組織           | 本部地               |
| ---------- | -------------------------- | ------------------ | -------------------- |
| 組長       | 井上邦雄（本名：桑田邦雄） | 原四代目山健組組長 | 神戶市中央區花隈町   |
| 本部長     | 青木和重                   | 五龍會會長         | 北海道札幌市中央区   |
| 舍弟頭補佐 | 宮下和美                   | 二代目西脇組組長   | 神戶市西區玉津町上池 |
| 若頭代行   | 小嶋恵介                   | 二代目中野組組長   | 大阪府堺市日置荘北町 |
| 若頭補佐   | 藤田恭道（本名：藤田恭右） | 二代目英組組長     | 大阪市西淀川區出来島 |
| 若頭補佐   | 竹本 均                    | 百八龍會會長       | 福井縣福井市         |
| 組織委員長 | 近藤大惠                   | 德心會會長         | 東京都               |
| 舍弟       | 岡本久男                   | 二代目松下組組長   | 神戶市中央區琴ノ緒町 |
| 舍弟       | 須之内祥吾                 | 二代目東生會會長   | 大阪市淀川區三津屋北 |
| 舍弟       | 元滿志郎                   | 二代目安部組組長   | 福岡県福津市         |
| 幹部       | 清崎達也（本名：鄭 清甫）  | 四代目大門會會長   | 熊本市中央區坪井     |
| 若中       | 玉城吉廣                   | 四代目古川組組長   | 兵庫縣               |
| 若中       | 岡田 豊                    | 西虎會會長         | 兵庫縣               |

- 幹部 - 古川惠一（三代目古川組総裁；兵庫縣尼崎市）。2019年11月28日 於街頭被槍殺身亡。
- 舍弟頭補佐 - 太田守正（太田興業組長；大阪市生野區田島）。2019年12月 破門、組織解散。
- 舍弟 - 安岡俊蔵（二代目誠會（原小車誠會）會長；大阪市西成區）。2020年1月 組織解散。
- 幹部 - 高橋久雄（雄成會會長；京都市南區）。2020年5月 引退、組織解散；13日 破門處分。
- 舍弟 - 大澤忠興（德誠會總裁；茨城縣石岡市）。2020年5月13日 引退。
- 若頭代行 - 中田廣志（五代目山健組組長；神戶市中央區花隈町）。2020年7月26日 中田派脫離神戶山口組。
- 最高顧問 - 池田孝志（本名：金 孝志；池田組組長；岡山縣岡山市北區中央町）。2020年7月27日 脫離神戶山口組。
- 若頭補佐 - 劍 政和（更名：劍 柾和 戶籍名：笹 昭；二代目黑誠會會長；大阪市北區中津）。2020年8月 引退、組織解散。

## 絆會（任俠山口組）
|              |                                |
| 組織介紹     |                                |
| 設立年       | 2017年4月30日                  |
| 設立地       | 日本兵庫縣尼崎市戶之内町       |
| 創設人       | 織田絆誠                       |
| 組織成員     |                                |
| 成員數       | 共計：170人 (2023年底)         |
| 成員數       | 構成員：60人 (2023年底)        |
| 成員數       | 準成員：110人 (2023年底)       |
| 構成民族     | 日本人、在日韓國人、在日朝鮮人 |
| 活動範圍     |                                |
| 1都1道1府9縣 |                                |
| 社會活動     |                                |
| 敵對組織     | 六代目山口組、神户山口組       |

- 2017年4月30日，由神戶山口組旗下直系以織田絆誠為首的部分「山健組」下部組織、以山崎博司為首的部分古川組下部組織及以四代目真鍋組組長池田幸治等人出走後共同創立[21]。為規避《暴力團對策法》中，對於暴力團的認定條文「需要設立有組長的階層結構團體」，俠義團體山口組不設組長一職，僅有相當於組長的「代表」。[20]
- 同年5月，六代目山口組淡海一家部分組織脫離，加入俠義團體山口組。
- 同年8月 更名「俠義山口組」（日语：任侠山口組）[22]。
- 2017年底統計構成員數約460人，分布1都1道2府12縣。
- 2018年3月，兵庫縣公安委員會公告將任俠山口組列為指定暴力團[23]。
- 2020年1月12日，再次更名為「絆會」（日语：絆會）[24]。

### 組織圖
| 役職       | 直參姓名                  | 二次組織                     | 本部地               |
| ---------- | ------------------------- | ---------------------------- | -------------------- |
| 代表       | 織田絆誠（本名：金 禎紀） |                              | 兵庫縣尼崎市東難波町 |
| 若頭       | 池田幸治                  | 四代目真鍋組組長             | 兵庫縣尼崎市戶之內町 |
| 舍弟頭     | 大谷榮伸                  | 京滋連合會長                 | 京都府向日市         |
| 總本部長   | 山崎博司                  | 二代目古川組若頭、山崎會會長 | 兵庫県尼崎市         |
| 副本部長   | 金澤成樹（本名：金 成行） | 山健連合會會長               |                      |
| 舍弟頭補佐 | 植木亨                    | 二代目植木會會長             | 福岡縣福岡市         |
| 若頭補佐   | 前川勝優                  | 北海道絆連合會長             | 北海道札幌市         |
| 若頭補佐   | 高橋輝吉（本名：高橋剛）  | 古川興業組長                 |                      |
| 若頭補佐   | 紀嶋一志（本名：小笹仁）  | 二代目織田興業會長           | 大阪府大阪市         |
| 若頭補佐   | 權藤聰                    | 三代目鈴秀組組長             | 大阪府寢屋川市       |
| 若頭補佐   | 新井孝寿（本名：朴 孝寿） | 雅新会会長                   | 兵庫県尼崎市         |
| 本部長補佐 | 坂本正次                  | 三代目健心會會長             | 大阪府大阪市         |
| 本部長補佐 | 草野世督                  | 草野一家總長                 | 千葉縣市川市         |
| 本部長補佐 | 金原清士                  | 四代目臥龍會會長             | 埼玉縣               |
| 相談役     | 土倉太郎                  |                              |                      |
| 舍弟       | 木村政明                  | 政龍會會長                   |                      |
| 舍弟       | 石澤重長                  |                              |                      |
| 舍弟       | 山下憲生                  | 山下組組長                   |                      |

## 池田組
2020年7月27日 脫離神戶山口組自立門戶，2021年11月11日 為當地岡山縣公安委員會指定為全日本第25個「指定暴力團」，全組組員估計約160人（至2023年12月底為止）。

## 外部連結
- 六代目山口組繼承式
- 五代目山口組繼承式
- 四代目山口組繼承式
- 月刊實話
- 實話時代/別冊
- 實話時代/BULL